# Alberto Montoya Puyana
Alberto Montoya Puyana (Bucaramanga, 20 de enero de 1944) es un arquitecto, empresario y político colombiano, miembro del Partido Centro Democrático, y antiguo miembro del Partido Liberal Colombiano.
Fue secretario de Obras Públicas de Bucaramanga en 1974, primer Gobernador de Santander del partido liberal después de 12 años de gobiernos conservadores, y primer Alcalde de Bucaramanga de elección popular con 1800 votos sobre su contendor Emilio Suárez Clavijo. Su periodo, iniciado en 1988, se destacó por la creación de Centroabastos, principal centro mayorista del Oriente Colombiano, para el acopio y comercialización de productos del sector agroalimentario. En 1990 fue reconocido como Alcalde del Año en Colombia.
Sus últimos cargos destacados fueron los de presidente de la Cámara Colombiana de la Construcción (Camacol), Senador de la república entre diciembre de 1991 y el 17 de julio de 1994, presidente de la Financiera Eléctrica Nacional (FEN), director del Instituto de Fomento Industrial (IFI), último presidente de Granahorrar, y rector de la Universidad Autónoma de Bucaramanga, desde el 5 de diciembre de 2006 al 2018.

## Biografía
Alberto Montoya Puyana nació en Bucaramanga el 20 de enero de 1944, en el seno de una familia aristocrática de la región.
Hizo estudios primarios en los colegios La Presentación, Divino Niño y San Pedro Claver de Bucaramanga. Luego se trasladó a Bogotá, donde estudió arquitectura en la Pontificia Universidad Javeriana, centro de estudios privado.

### Trayectoria en Santander
En 1974, Montoya fue nombrado por el entonces alcalde de Bucaramanga, Jorge Reyes Puyana (pariente de su madre), secretario de obras públicas de la ciudad, luego de que Montoya y unos compañeros universitarios suyos ganaran un concurso de arquitectura para renovar la sede de la alcaldía.
Unos meses después de su nombramiento, el alcalde Reyes lo nombró subgerente del EPB, donde se encargó de las labores de vigilancia del alcantarillado, plaza de mercado y recolección de basura de la urbe. Dado que el acueducto de la ciudad estaba en manos de privados, Montoya lideró la compra de acciones para que el servicio pasara a manos de la alcaldía.
En 1976, fue nombrado por la junta directiva del EPB como su gerente general, pero no pudo asumir el cargo por su nombramiento como gobernador.

### Gobernador de Santander (1976-1978)
El 18 de noviembre de 1976 asumió la gobernación de su departamento natal, por nombramiento del entonces presidente Alfonso López Michelsen, pariente lejano de su madre, quien según el propio Montoya lo nombró por llamada telefónica días antes del nombramiento oficial.
Durante su gobierno, Montoya enfrentó las huelgas de la Unión Sindical Obrera (USO) contra la empresa petrolera estatal, Ecopetrol, en Barrancabermeja en agosto de 1977, huelga que se salió de control y generó la represión del gobierno departamental y nacional (en el marco del Paro Nacional de septiembre), y los problemas de orden público en Bucaramanga, donde nombró a un militar como alcalde para la contención de la situación.
Estuvo en el cargo hasta el 23 de agosto de 1978, días después de que Julio César Turbay asumió la presidencia de Colombia. Su reemplazo fue el curtido político y diplomático Alfonso Gómez Gómez, quien le ofreció ser rector de la Universidad Autónoma de Bucaramanga, cargo que Montoya se negó a aceptar inicialmente.

## Familia
Alberto pertenece a la aristocracia colombiana, siendo su familia materna, los Puyana, una de las familias tradicionales del departamento de Santander.
Su padre era el empresario Guillermo Montoya Mejía, y su madre, la modelo Leonor Puyana Uscátegui, siendo sus hermanos el empresario petrolero Gustavo (implicado en un escándalo de corrupción con Ecopetrol), Lucía, Guillermo y Eduardo Montoya Puyana.
Su madre era nieta del empresario y hacendado David Puyana Figueroa, patriarca de la familia y un importante hombre de negocios de la región, y de quien se cuentas leyendas sobre su patrimonio, incluso llegándose a decir que tenía pactos diabólicos.
Primo de la madre de Alberto eran el empresario cervecero Eduardo Puyana Rodríguez, quien casado con Alicia Bickenbach Plata, fue el padre de la periodista Nohra Puyana Bickenbach; Puyana se casó con su colega Andrés Pastrana Arango, convirtiéndose en primera dama de Colombia en 1998 a 2002, cuando Pastrana ganó la presidencia. Pastrana a su vez era hijo del expresidente Misael Pastrana.
Otro primo de su madre era el padre del clavecinista colombiano y exponente de renombre de la música barroca, Rafael Puyana Michelsen, cuya madre estaba emparentada con el expresidente Alfonso López Michelsen y el banquero Jaime Michelsen Uribe.
Así mismo su bisabuela materna, Eva Uscátegui García-Herreros, era pariente lejana del sacerdote católico eudista colombiano Rafael García-Herreros Unda, fundador de la organización benéfica Minuto de Dios. Por último, un pariente lejano suyo era el militar, abogado, académico, escritor, cronista y político colombiano Gabriel Puyana García.

### Matrimonio
Alberto Montoya contrajo matrimonio con Martha Cecilia Muñóz Guerrero, con quien tuvo a sus hijos Juan Felipe, Sofía Cristina y Juliana Montoya Muñóz.